# 汽车人总动员
《汽车人总动员》，是一部2015年中國3D动画喜劇片，由卓建荣執導、蓝火焰影视制作，於2015年7月4日在中國上映。

## 概述
这部电影由卓建荣执导，厦门蓝火焰影视公司出品，卡丁有限公司投资赞助。在2015年6月1日的新闻发布会上，公布该电影将于2015年7月4日全国公映，并发布了电影主海报。电影讲述了少年卡卡发明人车对话的K系统，在小助手丁丁的帮助下，设计出K1、K2、K3三辆车，并描述赛车与人的互动关系。

## 侵權爭議
制作方称试图打造“绿色正能量”的三无（“无色情”、“无暴力”、“无公害”）电影，但海报上的车辆跟皮克斯动画《赛车总动员》中的车辆极其相似而被质疑山寨，甚至海报上的车轮涉嫌故意遮挡“人”字，以混淆视听。而《汽车人总动员》与蓝火焰影视此前制作的动画《K时代》的故事情节几乎完全一样。此电影也遭到中国网民的一致性抨击，在豆瓣电影评分已经被网友评到了2.1（而豆瓣允许打出的最低分是2分），成为豆瓣历史上的最低分电影；同时，在IMDB上也得到了最低的一分，还有在中国的外国网友写影评抨击该片的拙劣抄袭行为。
随着抄袭新闻发酵，海外媒体逐渐注意到事态变化，迪士尼官方回应称：“我们对出现这样的事件感到担忧。”而日本电视台與TBS電視台也曾质疑《汽车人总动员》抄袭，认为片中三辆车的外形酷似《赛车总动员》的主角，电视台工作人員还曾致电给卓建荣求证，但卓建荣自称“是学习不是抄袭”。而当网友在新浪微博上就此事质疑时，后者则将表达批评的网友称为“新时代的汉奸”。《十万个冷笑话》导演卢恒宇也质疑《汽车人总动员》抄袭，同样遭到卓建荣的斥责。同月，金星在其脱口秀节目《金星秀》中，直接批评制作方“一个抄袭者手上幹的是小偷的勾当，嘴里讲的是流氓的逻辑。”
随着批评浪潮继续，媒体开始分析此类劣质国产动画片的原因，一方面集中批评于“创新的缺失”。而更多的评论，集中在中国政府对国产动画片的政府补贴、对进口动画限制播出政策，和严格的电影审查等方面。2014年5月30日，卓建荣在接受《海峡都市报》采访时表示，进军动漫产业的动机是政府有相关的政策扶持。新闻媒体评分析，本片长为85分钟，且目前已经在全国性的院线公映，按照政策，该公司至少可以拿到255000元补贴。此外蓝火焰还能从另外两条「人才培训补贴」和「房租补贴」中获益。但在2016年6月23日，卓建荣称由于“迪士尼和厦门相关主管部门领导一句话”的缘故，该电影没有政府补贴。
2016年4月，在杭州“第12届中国国际动漫节”上，卓建荣宣布《汽车人总动员2-疯狂逆袭》将于2017年暑期档上映。但直至2018年底，該部電影仍未上映。

## 票房
《汽车人总动员》於2015年7月4日上映，一周以来票房总收入300多万人民币，而制作方自称该电影拥有1000万元的制作成本。卓建荣认为，此事是网友的攻击导致票房成绩不佳。尽管面对接踵而来的争议，他又爆料称，公司已经计划拍摄《汽车人总动员2》。7月14日，该片在上海下线。并截止此日，该片票房累计475万元。博纳银兴影城等均声明对此片的不支持。
之后，制片方已经将影片卖给腾讯视频和土豆网，提供付费观看。

## 相关诉讼
2016年6月23日，迪士尼因《汽车人总动员》涉嫌抄袭《赛车总动员》而起诉厦门蓝火焰影视动漫有限公司、北京基点影视文化传媒有限公司、上海聚力传媒技术有限公司。导演卓建荣指责迪士尼乱用法律，造成司法不公正。
2016年12月29日，上海市浦東新區人民法院一審判處迪士尼勝訴，厦门蓝火焰影视动漫有限公司需向迪士尼賠償損失100萬元人民幣，而北京基点影视文化传媒有限公司亦須對其中的80萬元和承擔連帶賠償負任，兩公司亦同時須賠償迪士尼的合理維權開支35萬元。

## 相关
- 《纯洁心灵·逐梦演艺圈》（一部豆瓣评分极低的电影）
- 《東八區的先生們》（一部豆瓣评分极低的連續劇）